# بصیرآباد (گمیشان)
بصیرآباد، روستایی در دهستان جعفربای شرقی بخش گلدشت شهرستان گمیشان استان گلستان ایران است.

## جمعیت
بر پایه سرشماری عمومی نفوس و مسکن در سال ۱۳۹۵ جمعیت این مکان ۳٬۲۵۹ نفر (۸۲۸خانوار) بوده‌است.

## ورزشی
جمیل کر یکی از ورزشکاران برجسته این روستا میباشد که با دوبار حضور در مسابقات کشوری یک مدال طلا سه نقره و یک برنز کسب کرده است.